# Сунь Дяньин
Сунь Дяньи́н (кит. трад. 孫殿英, упр. 孙殿英, пиньинь Sūn Diànyīng, 1887 — 1947) — китайский милитарист, участник японо-китайской войны.
Родился в уезде Юнчэн провинции Хэнань. Занимался бандитизмом на границе провинций Хэнань и Аньхой, постепенно его мощь и влияние росли. В 1925 году присоединился к НРА, в 1928 году совершил знаменитое разграбление могил императоров династии Цин. Позднее выступал на стороне Фэн Юйсяна и Янь Сишаня против Чан Кайши в различных конфликтах.
Когда в 1933 году 4-й кавалерийская и 6-я пехотная японские дивизии вторглись в провинцию Жэхэ, то 41-я армия Сунь Дяньиня вела против них упорные бои. Это немного восстановило его репутацию, а также дало ему возможность сильно увеличить своё влияние. К моменту подписания перемирия в Тангу войска Сунь Дяньиня контролировали стратегически важную железную дорогу, ведущую из Бэйпина в провинцию Суйюань.
Когда в мае 1933 года Фэн Юйсян организовал в провинции Чахар «Чахарскую народную антияпонскую армию», то Сунь также выступил за организацию сопротивления японцам и критиковал позицию Центрального правительства за его следование соглашательской политике Чан Кайши. Центральное правительство опасалось, что Сунь может сговориться с Фэном, и позволило ему использовать железную дорогу в интересах своих войск. Однако Сунь не желал быть вовлечённым в конфликт с Чан Кайши, он предпочитал принять участие в развитии Северо-Запада, где он мог бы получить территорию в собственное управление. Когда в середине июня Чан Кайши приказал Сунь Дяньину оставить железную дорогу и перебазироваться в пустынную провинцию Цинхай, Сунь с готовностью выполнил приказ. В июле войска Чан Кайши сменили войска Сунь Дяньина и отрезали Антияпонскую армию от получения снабжения из Центрального Китая.
Чан Кайши полагал, что «Северо-Западные Ма» имеют достаточно сил, чтобы справиться с Сунь Дяньином, но при этом противники ослабят друг друга в борьбе. Чан Кайши отправил на северо-запад Чжу Шаоляна в качестве «Ответственного за умиротворение провинции Ганьсу», который в собственных интересах тайно посоветовал «Северо-Западным Ма» не дать Сунь Дяньину возможности занять свой новый пост. Сильные протесты вкупе со слабыми позициями Чан Кайши в этом регионе вынудили его в ноябре 1933 года остановить продвижение Сунь Дяньина через провинцию Суйюань. Однако его войска начали голодать, от бездействия среди них началось брожение.
В январе 1934 года, чтобы его армия не умерла от голода или не взбунтовалась, Сунь Дяньин был вынужден отправить свои 60 тысяч человек на запад в провинцию Нинся, которой управлял Ма Хунбинь. Поддержанный Ма Хункуем из Ганьсу и Ма Буфаном с Ма Буцином из Цинхая, Ма Хунбинь отказал им в праве прохода, и началась трёхмесячная схватка между армией Сунь Дяньина и объединёнными силами клана Ма. В итоге в марте в сражение вступил Янь Сишань войска которого отрезали Сунь Дяньину пути к отступлению, а Чан Кайши воспользовался шансом публично лишить Сунь Дяньина всех постов. Сунь Дяньин был вынужден в начале апреля отступить в Баотоу, а потом удалился в Тайюань, чтобы жить в одиночестве. Остатки его войск влились в войска Янь Сишаня.
В 1937 году, когда началась японо-китайская война, Сунь Дяньин возник вновь, командуя войсками, ведущими бои с японцами, а в 1938 году он возглавил партизан в регионе Хэбэй-Чахар. В 1943 году он стал генералом, командующим 5-й армией, однако вскоре после этого он сдался японцам и стал командовать 24-й армейской группой марионеточного прояпонского правительства Китая. Также стал членом национального военного совета прояпонского правительства и командовал 6-й фронтовой армией. В августе 1943 года его войска были разбиты войсками китайских коммунистов в ходе Линьнаньской кампании.
По окончании Второй мировой войны Сунь Дяньин принял участие в гражданской войне на стороне националистов. В 1947 году он потерпел поражение и был взят в плен. Умер в заключении.